# Ablacja laserowa
Ablacja laserowa – proces odparowywania (usuwania) materiału z powierzchni ciała stałego do stanu gazowego lub plazmy z pominięciem stanu ciekłego. Do wywołania ablacji laserowej stosuje się najczęściej lasery krótko impulsowe, proces może zachodzić jednak także przy zastosowaniu laserów do pracy ciągłej, jeśli tylko wiązka promieniowania laserowego ma odpowiednią moc.